# Kjell Wätjen
Kjell-Arik Wätjen (* 16. Februar 2006 in Gevelsberg) ist ein deutscher Fußballspieler. Er ist flexibel im Mittelfeld einsetzbar und steht als Leihspieler von Borussia Dortmund beim VfL Bochum unter Vertrag. Mit der deutschen U17 wurde Wätjen 2023 Europameister.

## Karriere

### Vereine

#### Anfänge im Ruhrgebiet
Wätjen begann im Ruhrgebiet in der G-Jugend des FSV Gevelsberg mit dem Vereinsfußball. Als Achtjähriger besuchte er im Jahr 2014 mit anderen Kindern den „Osterferienkurs“ in der Nachwuchsakademie von Borussia Dortmund. Aufgrund seiner Leistungen in den Trainingseinheiten und Spielen innerhalb dieses Kurses erhielt der Junge die Chance, mithilfe von Aufbau- und Leistungskursen seine Fähigkeiten zu verbessern und sich für eine Aufnahme im Verein zu empfehlen. Als E-Jugendlicher wurde Wätjen dann Spieler der Borussia.

#### Weitere Ausbildung und Profi beim BVB
In seiner zweiten Saison für die U17, 2022/23, führte der Mittelfeldspieler die Mannschaft als Kapitän an und bereitete in 12 Partien der B-Junioren-Bundesliga sechs Tore seiner Mitspieler vor. Darüber hinaus war Wätjen selbst dreimal vor dem Tor erfolgreich. In der Meisterschaftsendrunde, die er mit der U17 nicht erreichte, spielte Wätjen stattdessen im April 2023 für die Dortmunder A-Jugend. Mit dieser unterlag er dem 1. FSV Mainz 05 in der Verlängerung des Endspiels. In den Kader der U19 des BVB rückte Wätjen dann im Sommer 2023 ebenso wie beispielsweise der Stürmer Paris Brunner fest auf. Er wurde im zentralen Mittelfeld auf Anhieb zum Stammspieler und glänzte auch eine Altersklasse höher weiterhin als zuverlässiger Vorlagengeber. So gelang Wätjen zwischen dem 2. und dem 6. Spieltag jeweils ein Assist. Aufgrund einer schweren Knieverletzung des Spielführers Filippo Mané übernahm Wätjen ab Herbst interimsweise dessen Amt. Nach dem Jahreswechsel machte Wätjen mit je zwei Toren gegen Paderborn und Wuppertal auf sich aufmerksam. Daraufhin stand er Ende Februar 2024 neben Youssoufa Moukoko und Julien Duranville als einer von drei U20-Spielern im Kader des Champions-League-Achtelfinalhinspiels gegen die PSV Eindhoven. Anfang des Monats hatte Wätjen bereits beim torlosen Remis gegen den 1. FC Heidenheim in der Herrenbundesliga auf der Bank gesessen, nachdem ihm in fünf aufeinanderfolgenden Spielen mit der U19 sieben Treffer gelungen waren.
Ende März 2024 unterschrieb Wätjen einen bis Juni 2028 gültigen Profivertrag beim BVB. Anschließend war er in weiteren Partien der Mannschaft von Edin Terzić Teil des Kaders und gewann mit der Dortmunder A-Jugend die Meisterschaft in der Weststaffel. Am 32. Spieltag debütierte Wätjen für die Borussia in der Bundesliga beim 5:1-Heimsieg gegen den FC Augsburg, als er in der Startelf stand und das 4:1 durch Marco Reus vorbereitete. Am 1. Juni 2024 verlor Wätjen mit dem BVB das Champions-League-Finale mit 0:2 gegen Real Madrid, bei dem er allerdings nicht eingesetzt wurde. Zwei Tage zuvor war der Mittelfeldspieler bereits mit den A-Junioren im Meisterschaftsendspiel an der TSG 1899 Hoffenheim gescheitert. 
In der Folgesaison war Wätjen zunächst für beide Herrenmannschaften wie auch die A-Junioren aktiv, für das Bundesligateam des neuen Cheftrainers Nuri Şahin kam er allerdings nur zu zwei Kurzeinsätzen. In der Rückrunde war er auf wechselnden Mittelfeldpositionen regelmäßig für die U23 aktiv und schoss fünf Tore. Die letzten fünf Ligaspiele gingen allerdings für Borussia Dortmund II alle verloren, weshalb man nach vier Jahren wieder aus der 3. Liga abstieg. Für Dortmunds U19 spielte Wätjen nur noch in der UEFA Youth League, in diesem Wettbewerb erreichte das Team die Finalzwischenrunde.

#### Wechsel nach Bochum
Zur Spielzeit 2025/26 wechselt der Mittelfeldspieler leihweise zum in die 2. Bundesliga abgestiegenen VfL Bochum.

### Nationalmannschaft
Wätjen spielte erstmals in der U16 für den DFB. Mit der U17 nahm er neben den Dortmunder Teamkollegen Paris Brunner, Almugera Kabar und Charles Herrmann im Mai 2023 an der EM in Ungarn teil. Ungeschlagen erreichte er mit dem Team das Finale, in dem Frankreich besiegt wurde. Sowohl das Endspiel wie auch das Halbfinale musste Wätjen aber von der Bank aus verfolgen, da Trainer Christian Wück stets auf eine aus Noah Darvich, Assan Ouédraogo und Fayssal Harchaoui bestehende Mittelfeldraute setzte und bei Einwechslungen den Defensivspieler Winners Osawe berücksichtigte.
Als Spieler der U19 nahm Wätjen im Sommer 2025 erneut an einer Europameisterschaft teil. Auf dem Weg ins Halbfinale, an dem er aufgrund einer Gelbsperre nicht teilnehmen konnte, schoss er ein Tor. Ohne ihn unterlagen seine Mitspieler dem Titelverteidiger Spanien in der Verlängerung.

## Titel
Nationalmannschaft
- U17-Europameister: 2023

Borussia Dortmund
- Meister der A-Junioren-Bundesliga West: 2024

## Persönliches
Entgegen erstmals auf der Plattform transfermarkt.de verbreiteter und daraufhin von der Website der Bundesliga übernommener Angaben ist Wätjen nicht schwedischer Herkunft und besitzt auch nicht die schwedische Staatsbürgerschaft.